# Ключ 90
| 爿                     | 爿                | 爿                |
| ---------------------- | ----------------- | ----------------- |
| 89                     | 90                | 91                |
| Піньінь:               | qiáng             | qiáng             |
| Чжуїнь:                | ㄑㄧㄤˊ           | ㄑㄧㄤˊ           |
| Вейд-Джайлз:           | ch'iang2          | ch'iang2          |
| Ютпхін:                | coeng4            | coeng4            |
| Он:                    |                   |                   |
| Кун:                   |                   |                   |
| Кандзі:                | 爿偏 shōhen       | 爿偏 shōhen       |
| Хун:                   | 조각널 jogak neol | 조각널 jogak neol |
| Им:                    | 장 jang           | 장 jang           |
| Індекс у Вікісловнику: | 爿                | 爿                |

Ключ 90 — ієрогліфічний ключ, що означає стовбур дерева і є одним із 34 (загалом існує 214) ключів Кансі, що складаються з чотирьох рисок.
У Словнику Кансі 48 символів із 40 030 використовують цей ключ.

## Символи, що використовують ключ 90

Як писати ієрогліф.

| без додаткових | 爿 丬 |
| 4 додаткові    | 牀    |
| 5 додаткових   | 牁    |
| 6 додаткових   | 牂    |
| 9 додаткових   | 牃    |
| 10 додаткових  | 牄    |
| 11 додаткових  | 牅    |
| 13 додаткових  | 牆    |